# Plato’s Run
Plato’s Run (titulada: Falso rescate en Argentina, Rescate en Cuba en España y Conspiración criminal en México) es una película estadounidense de acción de 1997, dirigida por James Becket, que a su vez la escribió, musicalizada por Robert O. Ragland, en la fotografía estuvo Richard Clabaugh y los protagonistas son Gary Busey, Roy Scheider y Steven Bauer, entre otros. El filme fue producido por Millennium Films y Minefield Productions Inc.; se estrenó el 21 de febrero de 1997.

## Sinopsis
Plato Smith, un rudo aventurero de Miami, junto a su amigo Bo, son contratados para poner a salvo a dos prófugos que estaban en un campo de prisioneros en Cuba.